# Palazzo d'Arco (Mantoue)
Le palazzo d'Arco est un palais situé dans la ville de Mantoue en Lombardie. Résidence aristocratique de la famille D'Arco (it), originaire de Trente, il fut construit à Mantoue à partir de 1784 par l'architecte Antonio Colonna.
Transformé en musée en 1973 et géré par une fondation, il conserve les collections de la famille D'Arco, réunies dans de nombreuses salles, dont notamment la salle des Ancêtres (sala degli Antenati), avec ses soixante portraits de famille, et la salle du Zodiaque (sala dello Zodiaco), aménagée dans un petit édifice Renaissance situé dans le jardin, abritant un cycle de fresques exécutées autour de 1510 par le peintre Giovanni Maria Falconetto.

## Histoire[2]

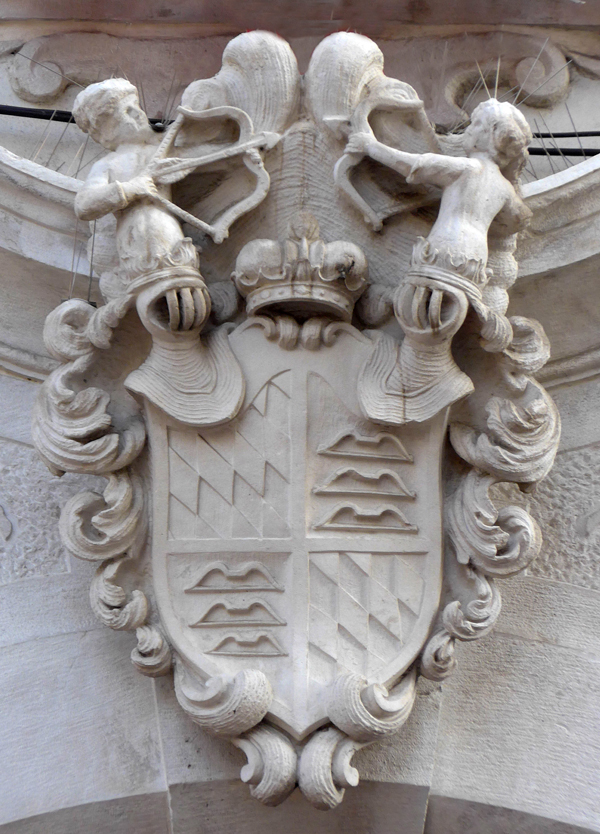
Blason des Arco

Le palais a été édifié à partir de 1784 sous l'impulsion d'une branche de la famille aristocratique D'Arco (it), originaire de Trente (Italie), qui s'était installée définitivement à Mantoue depuis 1740. Après avoir acquis la demeure des comtes Chieppo, le comte Giovanni Battista Gherardo d'Arco, inspiré par l'œuvre d'Andrea Palladio, envisagea de transformer le palais selon les règles du néo-classicisme. La construction en fut confiée à l'architecte Antonio Colonna. Il en résulta un exemple notable de résidence aristocratique, dotée d'un mobilier précieux et de tableaux remarquables, d'une bibliothèque, d'une collection naturaliste et d'un jardin clos par une exèdre, sur lequel donne une aile du XVe siècle constituée de deux petits édifices, dont l'un abrite l'impressionnant cycle de fresques de la Salle du Zodiaque, œuvre de Giovanni Maria Falconetto, datant d'environ 1515. Ces bâtiments de style Renaissance et le jardin attenant, qui appartenaient aux marquis Dalla Valle, furent acquis en 1872 par Francesco Antonio d'Arco (it). L’ensemble architectonique qui donne sur la place Carlo D’Arco, se poursuivait à gauche par les écuries, transformées aujourd'hui en un théâtre (Teatrino d'Arco), siège depuis 1946 de l'Académie théâtrale Francesco Campogalliani (it), fondée par Ettore Campogalliani (it).
Le palais fut également habité par le comte Carlo d'Arco (it) (1799-1849), historien et collectionneur de documents historiques, maire de Mantoue de 1847 à 1848.
La dernière descendante de la famille, Giovanna dei Conti d'Arco Chieppio Ardizzoni, marquise Guidi di Bagno, décédée en 1973, constitua la Fondazione d'Arco. Elle disposa en 1956 dans son testament qu'à sa mort, tous ses biens, y compris le palais et les collections qu'il contient (herbier, pinacothèque, archives, bibliothèque, instruments de musique, meubles, armes), seraient rendus accessibles au public sous forme de musée.
En 2014, la Fondazione d'Arco a reçu en donation des œuvres du marquis Federico Cavriani, descendant de la noble famille mantouane des Cavriani, en partie rassemblées et exposées dans une salle spéciale, la "Sala Cavriani".
Le Palazzo D'Arco, récemment restauré, avec son surprenant jardin, est un admirable exemple de résidence aristocratique.

## Salles et collections
Les salles, richement décorées, abritent des legs de la famille et une éclectique collection d'art. Elles sont présentées ci-après dans le sens de la visite.

### Entrée
Elle se situe au centre de la façade néo-classique donnant sur la place d'Arco

### Escalier
L’escalier à trois volées, réalisé lors de la rénovation du bâtiment au XVIIIe siècle, mène à l'étage noble, d'où débute l'itinéraire de visite.

### Salon des Ancêtres
Une vaste salle ornée de stucs et de frises où sont exposés soixante portraits provenant du château d'Arco et racontant l'histoire de la famille du XVIe au XVIIIe siècle.

### Salles 2-4
Au Salon des Vedute, avec ses vues romantiques et quatre épisodes de la vie d'Adonis, succèdent le Salon des Portraits et celui des Natures mortes, aménagé en salle à manger et décoré de toiles de Vincenzo Campi et de l'école du Cerano.

### Loge
À l'origine petite chambre à coucher, elle est aujourd'hui consacrée à la sculpture et donne accès au Salon de la Musique, ancien cabinet de toilette où de précieux instruments de musique (dont une harpe anglaise du début du XIXe siècle et un théorbe vénitien au manche très long datant de 1647) se reflètent dans un miroir de style Empire.

### Salles 7-8
La salle de Diane présente des tableaux attribués à Palma le Jeune et au Benédette retraçant des épisodes mythologiques. Le salon Rouge, avec ses murs recouverts de damas carmin et ses meubles achetés en 1874 à Londres, rappelle une demeure victorienne et accueille d'importants tableaux et portraits de famille, dont celui de Giovanna de' Capitani d'Arzago, femme de Luigi d'Arco, qui avait tenté d'intervenir en faveur des martyrs de Belfiore.

### Salles 9-11
Les salles consacrées à Pallas (avec les portraits de Vincent Ier de Gonzague par Frans Pourbus le Jeune et de Benoît XIII par Giuseppe Bazzani), à Thémis (salon Vert ou de la Justice, avec sa Vierge à l’Enfant sur fond d'or attribuée à Nicolò Solimani da Verona (en)) et à l'art sacré recèlent quelques-unes des œuvres picturales les plus prisées du palais.

### SalleAlexandre le Grand
Elle doit son nom aux grandes toiles évoquant l'histoire de l'illustre roi. Elles font partie des toutes premières œuvres de Giuseppe Bazzani, réalisées vers 1739.

### Salles 14-15
Le salon Néo-classique, abritant divers instruments de musique, et le vestibule du Miroir ramènent au salon des Ancêtres.

### Bibliothèque
Joyau néo-classique, elle rassemble plus de dix mille volumes anciens. Elle renferme une copie de la statue des Trois Grâces, d'Antonio Canova .

### SalleAndreas Hofer
Elle est consacrée à l'insurgé tyrolien condamné à mort en 1810 par un tribunal français réuni au Palazzo d'Arco. Les murs sont couverts de papiers peints français du début du XIXe siècle.

### Cuisine
La cuisine, du XIXe siècle, renferme une riche collection d'assiettes, de poêles et d'ustensiles de cuisine.

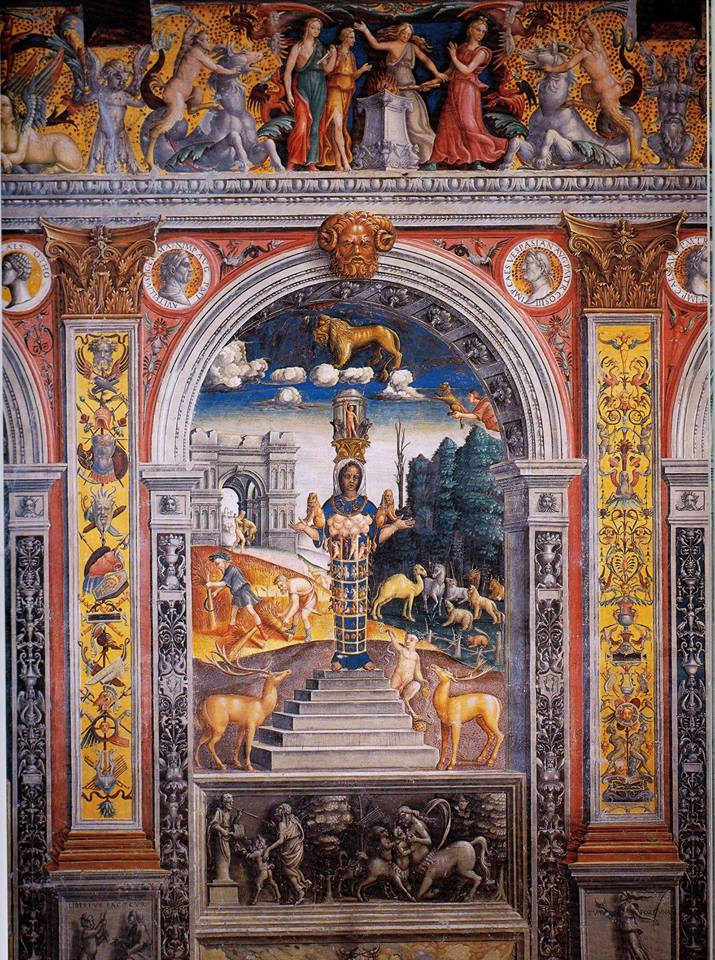
Salle du Zodiaque, fresque du Lion

### Salle du Zodiaque
Ayant traversé le jardin avec sa magnifique exèdre, on pénètre dans le petit édifice Renaissance qui abrite des fresques attribuées à Giovanni Maria Falconetto. Elles représentent les signes du Zodiaque dans des scènes où se mêlent cycles de la nature, réminiscences archéologiques et allusions mythologiques inspirées des Métamorphoses d'Ovide. Les douze fresques aux couleurs vives et au trait à la fois incisif et délicat, sont surmontées d’une frise peinte évoquant des mythes classiques. Chaque arc est dominé par le signe du zodiaque correspondant au mois représenté. Les références littéraires y sont complexes et si imbriquées que leur interprétation demeure une des principales enigmes de l'art de la renaissance à Mantoue.
Elles sont datées de 1515-1520. Le peintre s'inspira pour les réaliser du cycle des Mois que peignit Pinturicchio vers 1490 pour le palais romain du cardinal Domenico Della Rovere.

### Salle des Césars
Située sous celle du Zodiaque, elle conserve des copies des onze Césars exécutés en 1536 par le Titien pour Frédéric II de Mantoue.